# Eadwulf (roi de Northumbrie)
Pour les articles homonymes, voir Eadwulf.
Eadwulf est roi de Northumbrie de décembre 704 (ou 705) à février ou mars 705 (ou 706).

## Biographie
À la mort du roi Aldfrith, le 14 décembre 704 ou 705, son fils Osred n'est qu'un enfant. Eadwulf en profite pour usurper le trône, ou tout du moins pour assurer la régence. Il bénéficie pour cela de l'appui de certains seigneurs de la région, notamment Berhtfrith, seigneur du territoire qui borde le Lothian. Cependant, alors qu'Aldfrith a exilé l'évêque Wilfrid, Eadwulf décide de le maintenir en exil, plutôt que d'accepter son retour.
Après deux mois de règne, une conspiration, menée par Berhtfrith, parvient à le détrôner, et Osred est rétabli sur le trône. Eadwulf s'enfuit vers le Nord, dans le royaume des Pictes ou dans le Dál Riata. Les Annales d'Ulster indiquent qu'il est mort en 717. En 740, son fils Earnwine est tué sur ordre d'Eadberht, mais le petit-fils d'Earnwine, Eardwulf, devient roi de Northumbrie en 796.